# Liste der Kursbuchstrecken in Rumänien
Die vorangestellten Nummern entsprechen den Kursbuchnummern der rumänischen Eisenbahngesellschaft CFR. 

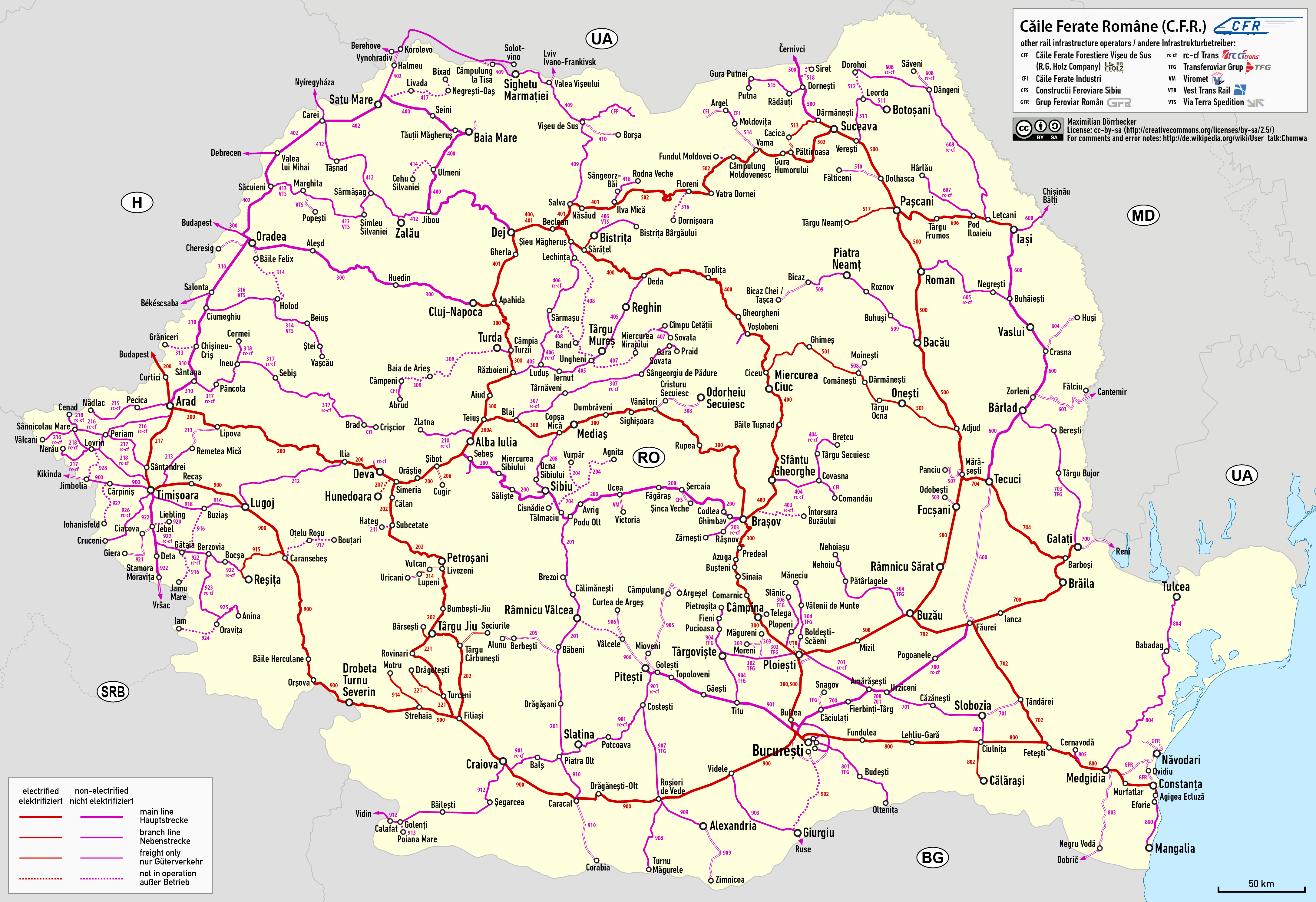
Das rumänische Eisenbahnnetz

## Normalspurbahnen mit Personenverkehr
- 200 Brașov–Sibiu–Arad–Curtici
- 200a Teiuș–Vințu de Jos
- 201 Piatra Olt–Băbeni–Podu Olt
- 202 Simeria–Petroșani–Filiași
- 205 Băbeni–Alunu
- 207 Simeria–Hunedoara
- 208 Sibiu–Copșa Mică
- 212 Ilia–Lugoj
- 213 Radna–Timișoara Nord
- 214 Livezeni–Lupeni
- 216 Arad–Vălcani
- 217 Timișoara Nord–Periam
- 218 Timișoara Nord–Cenad
- 219 Lovrin–Nerău
- 221 Filiași–Turceni–Târgu Jiu
- 300 București–Brașov–Cluj-Napoca–Oradea–Episcopia Bihor
- 302 Ploiești Sud–Târgoviște
- 304 Ploiești Sud–Măneciu
- 306 Ploiești Sud–Slănic
- 310 Timișoara Nord–Arad–Oradea mit den Teilstrecken Timișoara Nord–Arad und Arad–Oradea
- 313 Nădab–Grăniceri
- 317 Arad–Brad
- 318 Ineu–Cermei
- 400 Brașov–Ciceu–Dej Călători–Jibou–Baia Mare–Satu Mare mit den Teilstrecken Dej Călători–Jibou, Jibou–Baia Mare und Satu Mare–Baia Mare
- 401 Ilva Mică–Cluj-Napoca
- 402 Oradea–Valea lui Mihai–Satu Mare–Halmeu mit den Teilstrecken Oradea–Valea lui Mihai und (Debrecen–) Valea lui Mihai–Satu Mare–Halmeu (–Sighetu Marmației)
- 405 Deda–Războieni
- 406 Bistrița Bârgăului–Luduș
- 409 Salva–Câmpulung la Tisa mit den Teilstrecken Salva–Vișeu de Jos, Valea Vișeului–Borșa, Sighetu Marmației–Iwano-Frankiwsk und (Debrecen–) Câmpulung la Tisa–Sighetu Marmației
- 412 Carei–Zalău–Jibou mit den Teilstrecken Carei–Zalău und Zalău–Jibou
- 413 Săcuieni Bihor–Sărmăsag
- 417 Satu Mare–Bixad
- 418 Ilva Mică–Rodna Veche
- 500 Bukarest–Ploiești Sud–Suceava–Vicșani mit den Teilstrecken Bukarest–Buzău, Buzău–Mărășești, Mărășești–Roman, Roman–Suceava und Suceava–Vicșani
- 501 Adjud–Siculeni
- 502 Suceava–Ilva Mică mit den Teilstrecken Suceava–Gura Humorului, Gura Humorului–Câmpulung Moldovenesc, Câmpulung Moldovenesc–Vatra Dornei, Vatra Dornei–Floreni und Floreni–Ilva Mică
- 504 Buzău–Nehoiașu
- 507 Mărășești–Panciu
- 509 Bacău–Bicaz
- 510 Dolhasca–Fălticeni
- 511 Verești–Botoșani
- 512 Leorda–Dorohoi
- 513 Suceava–Cacica
- 514 Vama–Moldovița
- 515 Dornești–Gura Putnei–Nisipitu/Putna mit den Teilstrecken Dornești–Rădăuți, Rădăuți–Nisipitu und Gura Putnei–Putna
- 516 Floreni–Dornișoara
- 517 Pașcani–Târgu Neamț
- 518 Dornești–Siret
- 600 Făurei–Bârlad–Vaslui–Iași–Ungheni Prut
- 603 Bârlad–Fălciu Nord
- 604 Crasna–Huși
- 605 Roman–Buhăiești
- 606 Iași–Pașcani
- 607 Iași–Hârlău
- 608 Iași–Dorohoi
- 700 București–Căciulați–Brăila–Galați; Căciulați–Snagov Plajă
- 701 Ploiești–Țăndărei
- 702 Buzău–Fetești
- 703 Bârlad–Galați
- 704 Mărășești–Galați
- 800 București–Constanța–Mangalia
- 801 București Obor–Oltenița
- 802 Slobozia Veche–Ciulnita–Călărași Sud
- 803 Medgidia–Negru Vodă
- 804 Medgidia–Tulcea Oraș
- 900 București–Roșiori Nord–Craiova–Timișoara–Jimbolia
- 901 București–Pitești–Craiova
- 902 București–Giurgiu Nord–Giurgiu
- 903 Videle–Giurgiu
- 904 Titu–Târgoviște–Pietroșița
- 905 Golești–Câmpolung
- 906 Pitești–Curtea de Argeș
- 908 Roșiori Nord–Turnu Măgurele
- 909 Roșiori–Ziminicea
- 910 Piatra Olt–Corabia
- 912 Craiova–Calafat
- 913 Golenți–Poiana Mare
- 914 Strehaia–Motru
- 915 Caransebeș–Reșița Sud
- 916 Lugoj–Buziaș
- 917 Caransebeș–Boutari
- 918 Timișoara–Buziaș
- 920 Jebel–Liebling
- 921 Jebel–Giera
- 922 Timișoara–Voiteni; Voiteni–Stamora Moravița
- 923 Berzovia–Oravița
- 924 Oravița–Iam
- 925 Oravița–Anina
- 926 Timișoara–Cruceni
- 927 Cărpiniș–Ionel
- 928 Jimbolia–Lovrin

## Privatisierte Bahnen
- 203 Brașov–Zărnești (Betreiber: Regiotrans)
- 206 (Alba Iulia–) Șibot–Cugir (Betreiber: Regiotrans)
- 210 Alba Iulia–Zlatna (Betreiber: Regiotrans)
- 215 Arad–Nădlac (Betreiber: Regiotrans)
- 307 Blaj–Târnăveni Vest–Praid (Betreiber: Regiotrans)
- 308 Sighișoara–Odorhei (Betreiber: Regiotrans)
- 316 Vașcau–Ciumeghiu (Betreiber: Via Terra Spedition)
- 403 Brașov–Intorsura Buzăului (Betreiber: Regiotrans)
- 404 Sfântu Gheorghe–Brețcu (Betreiber: Regiotrans)
- 907 Roșiori Nord–Costești (Betreiber: Servtrans Invest)
- 916 (Lugoj–) Buziaș–Jamu Mare (Betreiber: Regiotrans)
- 922a Reșița Nord–Voiteni (Betreiber: Regiotrans)

## Grenzüberschreitende Verbindungen
- Nach Ungarn:
  - Curtici–Lőkösháza
  - Salonta–Kötegyán
  - Episcopia Bihor–Biharkeresztes
  - Valea lui Mihai–Nyírábrány
  - Carei–Mátészalka
- In die Ukraine:
  - Halmeu–Djakovo (ohne Personenverkehr)
  - Câmpulung la Tisa–Teresva (ohne Personenverkehr)
  - Valea Vișeului–Berlibaš (ohne Personenverkehr)
  - Vicșani–Vadu Siret
  - Galați–Reni (ohne Personenverkehr)
- Nach Moldawien:
  - Ungheni Prut–Ungheni (Anschluss an Kursbuchstrecke 600)
  - Falciu–Cantemir (Anschluss an Kursbuchstrecke 603, ohne Personenverkehr)
- Nach Bulgarien:
  - Negru Vodă–Kardam (Anschluss an Kursbuchstrecke 803, ohne Personenverkehr)
  - Giurgiu Nord–Ruse (Anschluss an Kursbuchstrecke 902)
  - Fähre Calafat–Widin (Anschluss an Kursbuchstrecke 912, Eisenbahnfähre, Güterverkehr)
- Nach Serbien:
  - Iam–Jasenovo (Anschluss an Kursbuchstrecke 924, eingestellt, ohne Personenverkehr)
  - Stamora Moravița–Vršac (Anschluss an Kursbuchstrecke 922)
  - Jimbolia–Kikinda (Anschluss an Kursbuchstrecken 900 und 928)

## Normalspurbahnen mit eingestelltem Personenverkehr
- 221 Zweigstrecke Turceni–Drăgotești
- 513 Teilstrecke Cacica–Păltinoasa
- 905 Teilstrecke Câmpolung–Argeșel

## Schmalspurbahnen (Auswahl)
- 204 Sibiu–Agnita (seit 2001 außer Betrieb)
- Wassertalbahn
- Turda–Abrud